# Ecuatoriana de Aviación
Empresa Ecuatoriana de Aviación war eine ecuadorianische Fluggesellschaft mit Sitz in Quito und Basis auf dem Aeropuerto Internacional Mariscal Sucre. Sie wurde nach einer Verstaatlichung nationale Fluggesellschaft Ecuadors.

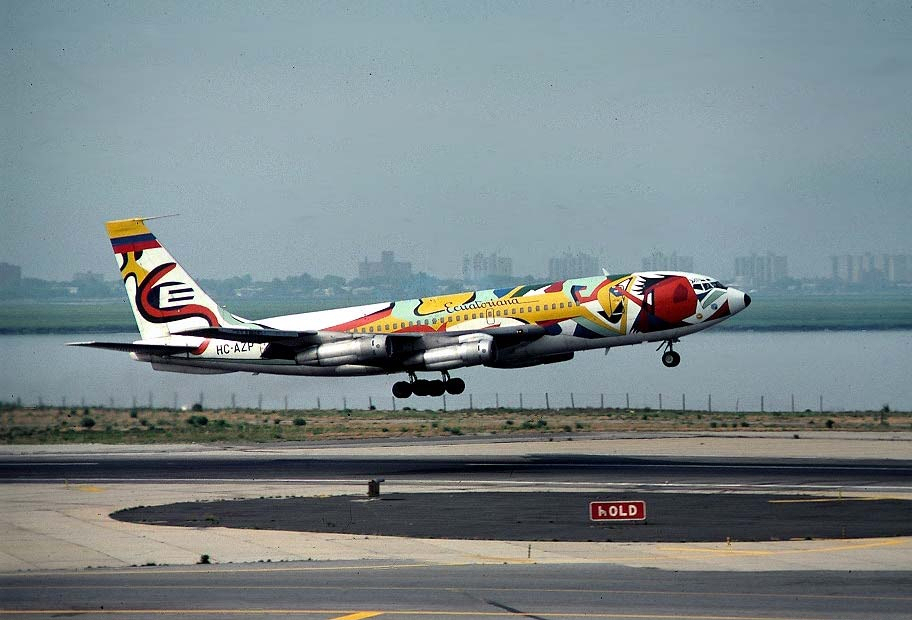
Boeing 720 der Ecuatoriana, 1976

## Geschichte
Die Gründung am ersten Februar 1957 als Compañía Ecuatoriana de Aviación CEA wurde von demselben amerikanischen Investor angestoßen, welcher schon die Aerolíneas Peruanas, S.A. (APSA) und die TAN (Transportes Aereos Nacionales) Honduras sowie die CINTA (Compañía Nacional de Turismo Aéreo) in Chile gegründet hatte, um ein Konsortium zu schaffen, das in Konkurrenz zu Pan American-Grace Airways und Braniff stehen sollte. Im Zeitalter der Kolbenmotoren flog die Gesellschaft mit C-46 und Douglas DC-4, Douglas DC-6 und als Besonderheit ab 1968 mit einer Douglas B-23/UC-67, welche sich heute im Luftwaffenmuseum in Quito befindet. Die Anteile der Gesellschaft wurden mehr und mehr von ecuadorianischen Geschäftsleuten übernommen. Die ursprünglichen ersten Auslands-Flüge nach Miami erfolgten zunächst mit einer Zwischenlandung in Panama, später wurde auch via Bogotá geflogen.
Sieben Flugzeuge des Typs Lockheed L-188 Electra flogen von 1967 bis 1972 für die Gesellschaft und danach für die TAME. Im Jahr 1974 war die Gesellschaft verstaatlicht, der Name wechselte von Compañía Ecuatoriana de Aviación zu  Empresa Ecuatoriana de Aviación, und die Flugzeuge trugen, wie jene der TAME während vieler Jahre, sowohl militärische als auch zivile Kennzeichen. Während dieser Zeit stießen Flugzeuge des Typs Boeing 707 zur Flotte sowie eine Douglas DC-10, während das Streckennetz den ganzen Amerikanischen Doppelkontinent von Kanada bis Chile umfasste. Zu Beginn der 1990er-Jahre wurden zwei Airbus A310 ausgeliefert, jedoch führte die anstehende Re-Privatisierung während einer Wirtschaftskrise im Land zu einem Kapitalmangel.
Von 1993 bis 1996 fand kein Flugbetrieb statt, Muttergesellschaft war ab 1995 die Viação Aérea São Paulo (VASP), welche knapp über 50 Prozent der Aktien hielt, während der Rest beim ecuadorianischen Staat verblieb. Zum Einsatz kamen Boeing 727. Auch mindestens eine A310 wurde nochmals eingesetzt, dazu verschiedene Flugzeuge geleast. Im Jahr 2002 gab es einen Versuch von Aero Continente, die mit Schwierigkeiten kämpfende Ecuatoriana zu kaufen. Die Regierung des Landes ignorierte den Kauf-Versuch. Im Mai 2005 war die Gesellschaft am Boden und Lloyd Aéreo Boliviano flog einige Routen.

## Flotte

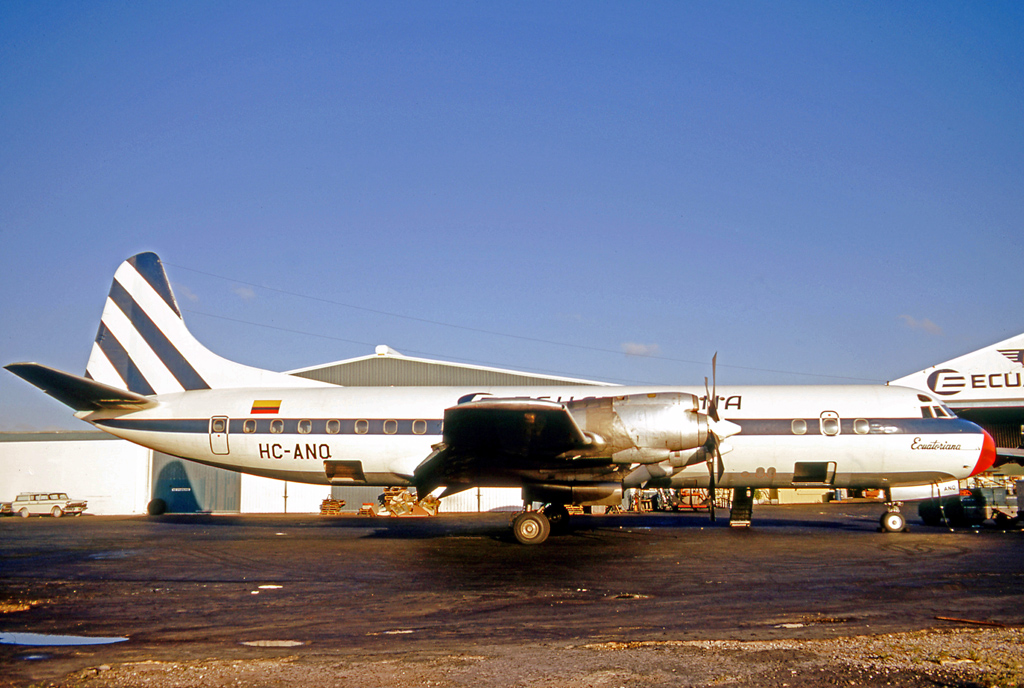
Lockheed Electra

- Airbus A310
- 7 Boeing 707 und Boeing 720
- Boeing 727
- 2 Curtiss C-46
- 1 Douglas B-23
- 5 Douglas DC-4/C-54
- 11 Douglas DC-6
- 11 Douglas DC-10
- 7 Lockheed Electra

## Zwischenfälle
- Im Jahr 1969 (genaues Datum unbekannt) setzte eine Douglas DC-4/C-54D-15-DC der Ecuatoriana (Luftfahrzeugkennzeichen HC-ANP) kurz vor dem Landebahnanfang auf dem Flughafen Lago Agrio (Ecuador) auf. Das Fahrwerk schlug gegen die Kante der Landebahn, wodurch die Benzintanks aufgerissen wurden. Der Treibstoff lief auf die heißen Bremsen und löste ein massives Feuer aus. Das Flugzeug wurde irreparabel beschädigt. Alle Insassen überlebten den Unfall.[7]

- Am 14. April 1970 startete eine Douglas DC-4/C-54D-1-DC der Ecuatoriana (HC-AON) bei Nebel im Instrumentenflug vom Flughafen Miami (Florida, USA) zu einem Frachtflug nach Quito. In einer Höhe von 15 Metern begann das Flugzeug zu sinken, schlug hinter der Startbahn auf und rutschte noch 270 Meter weiter, bevor es mit einer Betonkonstruktion kollidierte. Ursachen waren mangelhafte Überwachung der Fluginstrumente und falsche Verfahren nach dem Start. Bei diesem CFIT (Controlled flight into terrain) wurden beide Besatzungsmitglieder, die einzigen Insassen auf dem Frachtflug, getötet.[8]